# UFC Fight Night : Gane vs. Tuivasa
L'UFC Fight Night : Gane vs.Tuivasa (ou UFC Fight Night 209 et UFC sur ESPN+ 67) est un événement d'arts martiaux mixtes produit par l'Ultimate Fighting Championship qui s'est déroulé le 3 septembre 2022 à l'Accor Arena de Paris, en France.

## Contexte

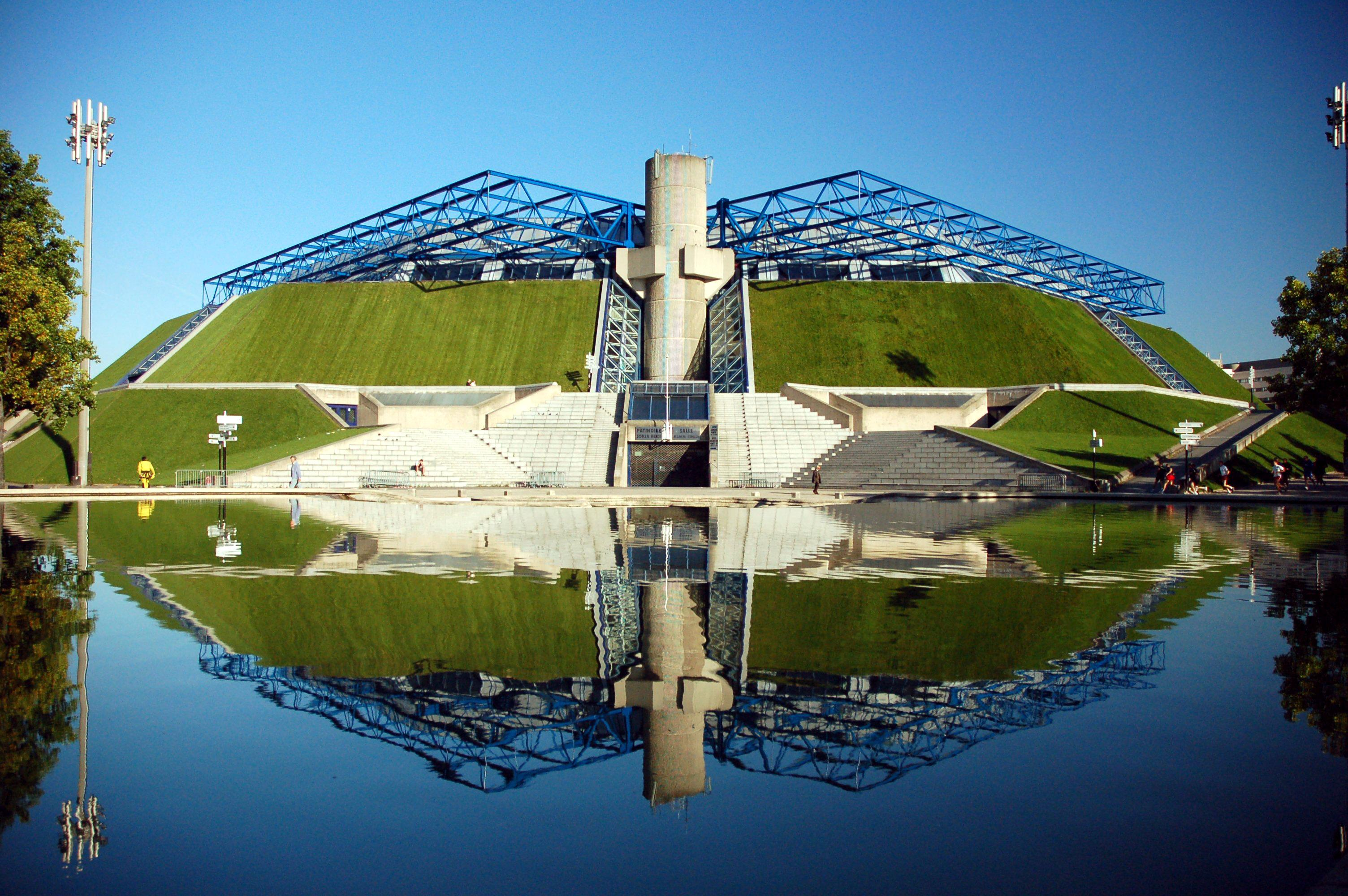
L'Accor Arena a accueilli les débuts très attendus de l'UFC en France.

Cet événement marque les débuts de l'organisation en France. Après une longue bataille politique, les arts martiaux mixtes sont légalisés dans le pays en 2020 dès que le Comité national olympique et sportif français prend acte de la décision du ministère français des Sports de l'autoriser sous la juridiction de la Fédération française de boxe.
Un combat de poids lourds entre l'ancien champion intérimaire des poids lourds de l'UFC, le Français Ciryl Gane et l'Australien Tai Tuivasa fait la une de l'événement.
Un combat de poids moyens entre l'ancien champion des poids moyens de l'UFC Robert Whittaker,également vainqueur des poids welters de The Ultimate Fighter: The Smashes et l'ancien challenger au titre Marvin Vettori a eu lieu lors de l'événement. L'appariement était initialement prévu pour l'UFC 275, mais Whittaker s'est retiré en raison d'une blessure.
Katlyn Chookagian, devait affronter la Française Manon Fiorot dans un combat poids mouche féminin lors de l'événement. Cependant, Chookagian se retire pour des raisons inconnues à la mi-juin et est remplacée par l'ancienne championne poids paille féminine de l'UFC, la Brésilienne Jéssica Andrade. À son tour, Andrade se retire à la mi-juillet pour des raisons non divulguées et Chookagian revient finalement pour le combat d'origine. Ce combat est toutefois reporté à l'UFC 280 en octobre.
Ensuite, Christos Giagos devait affronter Benoît Saint Denis dans la catégorie des poids légers,. Cependant, l'Américain déclare forfait début août, à la suite d'un accident domestique,. Le Français affronte alors Gabriel Miranda, combattant brésilien de 32 ans débutant dans la fédération,.
Un combat poids welters entre Darian Weeks (5-2) et l'ancien double champion Glory des poids welters, le Camerounais Cédric Doumbé (2-0), était prévu pour l'événement. Cependant, le combat est annulé à cause d'une règle de la Fédération française de MMA (FMMAF), selon laquelle les combattants avec moins de dix combats professionnels ne doivent pas avoir plus de quatre combats différentiels entre eux. Weeks est ensuite reprogrammé pour affronter le Québécois Yohan Lainesse à l'UFC 279, la semaine suivant cet événement. Doumbé aurait alors été libéré par l'organisation, une rumeur qu'il dément.
Un combat de poids moyen entre Makhmud Muradov et Abusupiyan Magomedov devait avoir lieu lors de l'événement. Cependant, Muradov s'est retiré en raison d'une blessure et a été remplacé par Dustin Stoltzfus.
Un combat de poids coq entre Taylor Lapilus et Khalid Taha devait avoir lieu, toutefois, la semaine avant l'événement, Lapilus est victime d'une fracture de la main gauche, le contraignant à déclarer forfait. Taha affronte alors le nouveau venu Cristian Quiñónez à la place du Français.
Zarah Fairn Dos Santos et Ailin Perez devaient se rencontrer lors d'un combat poids plume féminin. Cependant, Fairn est retirée de l'événement pour des raisons inconnues et est remplacée par Stephanie Egger.
Un combat poids plume entre Ricardo Ramos et Danny Henry devait avoir lieu. Cependant, le combat est annulé après que les deux combattants se soient blessés.

## Combats

### Carte préliminaire
Pour le premier combat de la soirée, la Suissesse Stéphanie Egger l'emporte face à l'Argentine Ailín Pérez par soumission (étranglement) à seulement six secondes de la fin du deuxième round. Ensuite, Khalid Taha (en) est battu par le Mexicain Cristian Quiñónez, dès le premier round par TKO (coups de poing).
Puis, vient le tour de Benoît Saint Denis qui s'impose à domicile face au Brésilien Gabriel Miranda par KO technique en début de second round,. Il devient alors le premier Français à remporter un combat UFC en France, à l'occasion de l'arrivée de l’organisation dans son pays. Il décroche aussi le bonus de performance de la soirée,.
Dans la foulée, le Franco-Algérien Farès Ziam domine le Polonais Michał Figlak et l'emporte par décision unanime. De même pour l'Afghan Nasrat Haqparast (en) qui s'impose par décision unanime face à John Makdessi (en). Ensuite, Abus Magomedov met KO Dustin Stoltzfus (en) après seulement 19 secondes de combat.

### Carte principale
En seconde partie de soirée, le premier combat de la carte principale voit Nathaniel Wood s'imposer par décision unanime face au Québécois Charles Jourdain. Puis, le troisième français de la soirée à combattre, William Gomis, sort vainqueur de son combat face à Jarno Errens sur décision majoritaire. Ensuite, les Italiens Alessio Di Chirico (en) et Marvin Vettori sont battus respectivement par Roman Kopylov (en) et Robert Whittaker.
Le Franco-Russe Nassourdine Imavov bat l'Américain Joaquin Buckley par décision unanime.
Enfin, pour le dernier combat de la soirée, en tête d'affiche, Ciryl Gane affronte Tai Tuivasa. Après un premier round timide des deux côtés, les choses s'accélèrent dans la deuxième reprise. Sur un puissant coup de poing, Tuivasa met au tapis le Français qui se relève toutefois aussitôt. Gane reprend ensuite la main par de nombreux coups au corps qui entament son adversaire. Finalement, il remporte le combat par KO en fin de troisième round. La rencontre est désignée combat de la soirée.

## Récompenses
Les combattants suivants ont reçu des bonus de 50 000 $.
- Combat de la soirée : Ciryl Gane contre Tai Tuivasa[40]
- Performance de la soirée : Abus Magomedov et Benoît Saint-Denis[28]